# Turbonilla alfredi
Turbonilla alfredi är en snäckart som beskrevs av Abbott 1958. Turbonilla alfredi ingår i släktet Turbonilla och familjen Pyramidellidae. Inga underarter finns listade i Catalogue of Life.